# Smerinthus gamma
Smerinthus gamma är en fjärilsart som beskrevs av Cockerell 1925. Smerinthus gamma ingår i släktet Smerinthus och familjen svärmare. Inga underarter finns listade i Catalogue of Life.